# Silence Is Golden
Silence Is Golden är en låt som ursprungligen lanserades av The Four Seasons som b-sida till singeln "Rag Doll" 1964. Låten skrevs av producenten Bob Crewe tillsammans med gruppmedlemmen Bob Gaudio. Den kom att bli betydligt mer framgångsrik tre år senare då den brittiska gruppen The Tremeloes spelade in den i liknande arrangemang. På inspelningen sjunger gruppens gitarrist Rick West huvudstämman. Tremeloes inspelning toppade den brittiska singellistan och blev även en framgångsrik singel i andra europeiska länder och USA. The Tremeloes spelade även in låten på italienska med titeln "E in silenzio".

## Listplaceringar
| Lista (1967)   | Position         |
| -------------- | ---------------- |
| Australien     | 3 (Go Set)       |
| Danmark        | 2 (DR "Top 20")  |
| Finland        | 9                |
| Flandern       | 10               |
| Irland         | 1                |
| Kanada         | 8 (RPM)          |
| Nederländerna  | 5                |
| Norge          | 1 (VG-lista)     |
| Nya Zeeland    | 1 (NZ Listner)   |
| Spanien        | 10               |
| Storbritannien | 1                |
| Sverige        | 8 (Kvällstoppen) |
| Sverige        | 2 (Tio i topp)   |
| USA            | 11               |
| Vallonien      | 34               |
| Västtyskland   | 8                |
| Österrike      | 4                |